# Dépendance à la pornographie
 Mise en garde médicale

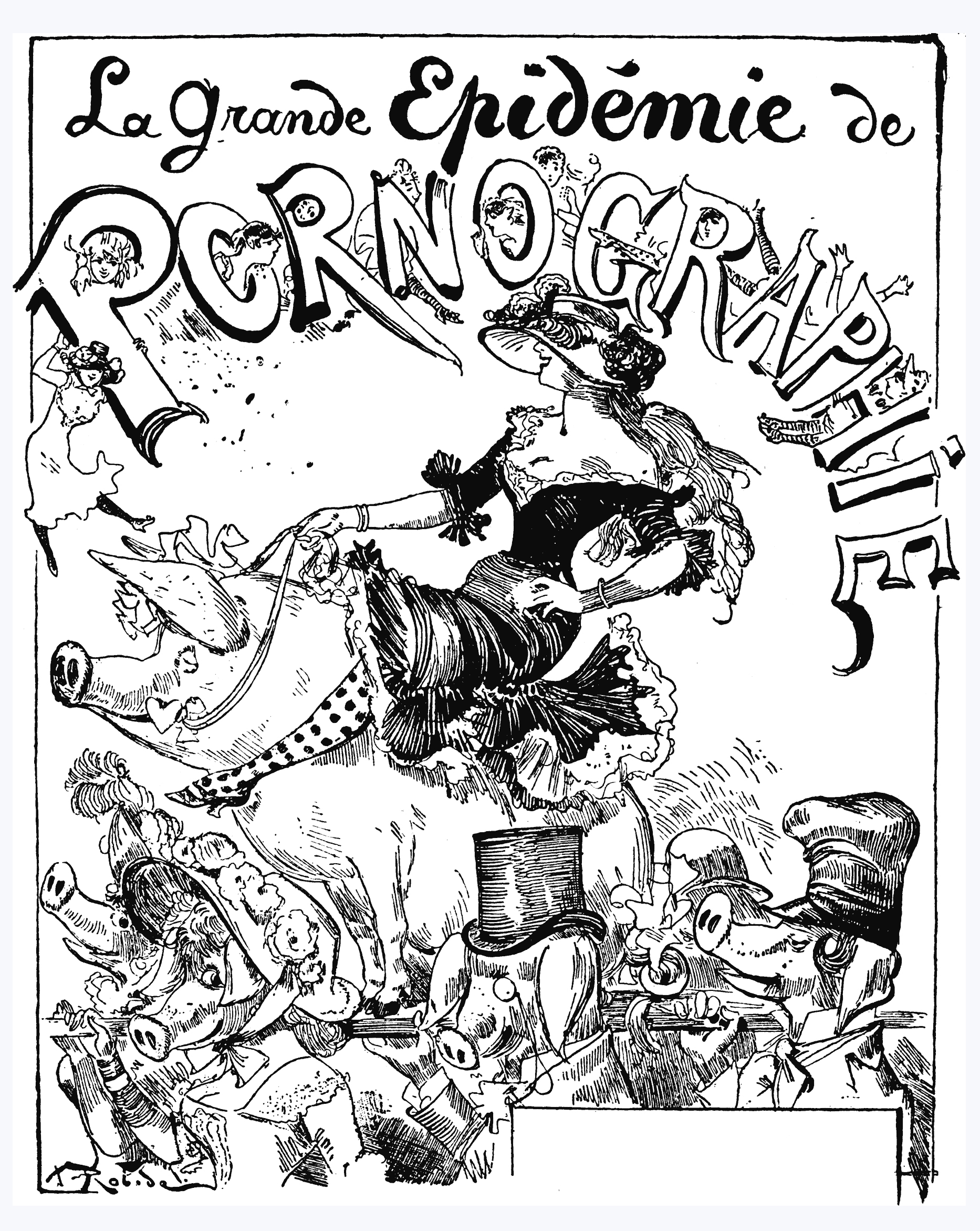
Caricature du XIXe siècle : La grande épidémie de pornographie.

La dépendance à la pornographie est un trouble à caractère psychologique défini comme une consommation excessive et répétitive de pornographie. Ce trouble a fait l'objet de centaines de publications scientifiques, mais il n'existe pas de consensus fort sur sa définition précise et sa caractérisation clinique. On peut parler de dépendance à la pornographie dans le cas où une personne n'arrive pas à contrôler son attirance pour la pornographie, qu'elle y consacre beaucoup de temps, et que cette dépendance a un impact important sur sa vie sociale, son travail, sa santé, sa vie de couple ou sa vie de famille.

## Études médicales

### CIM-11 (classification de l'OMS)
La dépendance à la pornographie ne figure pas en tant que telle dans la classification internationale des maladies de l'OMS (CIM-11). Cependant on y trouve le trouble du comportement sexuel compulsif ("compulsive sexual behaviour disorder"), également appelé Hypersexualité, dans la section 6C.

### Littérature scientifique
Une méta-étude publiée en janvier 2019 dans le Journal of Clinical Medicine, intitulée Online Porn Addiction: What We Know and What We Don’t—A Systematic Review (Addiction à la pornographie en ligne: ce qu'on sait et ce qu'on ignore) a recensé 184 articles traitant du sujet. Les auteurs observent que "bon nombre d'études récentes soutiennent l'idée que ce trouble serait une addiction avec des symptômes cliniques comme le troubles de l'érection et l'insatisfaction psycho-sexuelle". Mais l'état actuel de la recherche ne permet pas de dire à quel point ce trouble compulsif est comparable à une addiction à la drogue. Quant aux traitements possibles, les auteurs recommandent le sevrage (réduction ou l'abandon de la consommation de pornographie) et le traitement par psychothérapie accompagnée un traitement médicamenteux lorsque c'est pertinent. Les auteurs soulignent la "flexibilité" nécessaire pour les soignants et le fait que les symptômes apparaissent comme "réversibles" dans la plupart des cas.

### IRM
En 2006, une équipe de chercheurs américains a entamé une expérience de plusieurs mois d’imagerie par résonance magnétique fonctionnelle (IRMf), afin de mettre en évidence sur le cerveau les effets des images pornographiques, sans qu'il soit permis de conclure sur de possibles effets cliniques.

### Drogue
Judith Reisman, auteure de The Psychopharmacology of Pictorial Pornography qualifie la pornographie visuelle d’ « érotoxine » : 

« La pornographie agit sur le cerveau comme une drogue – c’est une drogue. Regarder des films X déclenche une poussée d’adrénaline qui est ressentie dans le ventre et dans les organes génitaux, ainsi qu’une sécrétion de testostérone, d’ocytocine, de dopamine et de sérotonine, précise-t-elle. C’est un véritable cocktail de drogues. La pornographie est un excitant extrêmement puissant, qui provoque flash et euphorie. Ce n’est pas un excitant sexuel, mais un excitant mêlant peur, sexe, honte et colère. »

[Quand ?] [réf. nécessaire]

## Au cinéma
- Good Dick (en) de Marianna Palka[3]
- Shame de Steve McQueen
- Don Jon de Joseph Gordon-Levitt